# José Pinto (calciatore)
José Mario Pinto Paz (Tegucigalpa, 25 settembre 1997) è un calciatore honduregno, ala o centrocampista dell'Olimpia e della nazionale honduregna.

## Carriera

### Nazionale
Ha esordito con la nazionale honduregna il 13 ottobre 2021, nella partita di qualificazione al Mondiale 2022 persa per 0-2 contro la Giamaica.

## Statistiche

### Cronologia presenze e reti in nazionale
| Cronologia completa delle presenze e delle reti in nazionale ― Honduras | Cronologia completa delle presenze e delle reti in nazionale ― Honduras | Cronologia completa delle presenze e delle reti in nazionale ― Honduras | Cronologia completa delle presenze e delle reti in nazionale ― Honduras | Cronologia completa delle presenze e delle reti in nazionale ― Honduras | Cronologia completa delle presenze e delle reti in nazionale ― Honduras | Cronologia completa delle presenze e delle reti in nazionale ― Honduras | Cronologia completa delle presenze e delle reti in nazionale ― Honduras |
| Data                                                                    | Città                                                                   | In casa                                                                 | Risultato                                                               | Ospiti                                                                  | Competizione                                                            | Reti                                                                    | Note                                                                    |
| ----------------------------------------------------------------------- | ----------------------------------------------------------------------- | ----------------------------------------------------------------------- | ----------------------------------------------------------------------- | ----------------------------------------------------------------------- | ----------------------------------------------------------------------- | ----------------------------------------------------------------------- | ----------------------------------------------------------------------- |
| 13-10-2021                                                              | San Pedro Sula                                                          | Honduras                                                                | 0 – 2                                                                   | Giamaica                                                                | Qual. Mondiali 2022                                                     | -                                                                       | 69’                                                                     |
| 15-1-2022                                                               | Fort Lauderdale                                                         | Honduras                                                                | 1 – 2                                                                   | Colombia                                                                | Amichevole                                                              | -                                                                       | 72’                                                                     |
| 3-6-2022                                                                | Willemstad                                                              | Curaçao                                                                 | 0 – 1                                                                   | Honduras                                                                | CONCACAF Nations League 2022-2023 - 1º turno                            | 1                                                                       | 85’                                                                     |
| 6-6-2022                                                                | San Pedro Sula                                                          | Honduras                                                                | 1 – 2                                                                   | Curaçao                                                                 | CONCACAF Nations League 2022-2023 - 1º turno                            | -                                                                       | 45’                                                                     |
| 15-6-2023                                                               | Washington                                                              | Venezuela                                                               | 1 – 0                                                                   | Honduras                                                                | Amichevole                                                              | -                                                                       | 63’                                                                     |
| 25-6-2023                                                               | Houston                                                                 | Messico                                                                 | 4 – 0                                                                   | Honduras                                                                | Gold Cup 2023 - 1º turno                                                | -                                                                       | 60’                                                                     |
| 29-6-2023                                                               | Glendale                                                                | Qatar                                                                   | 1 – 1                                                                   | Honduras                                                                | Gold Cup 2023 - 1º turno                                                | -                                                                       | 72’                                                                     |
| 2-7-2023                                                                | Charlotte                                                               | Honduras                                                                | 2 – 1                                                                   | Haiti                                                                   | Gold Cup 2023 - 1º turno                                                | 1                                                                       | 81’                                                                     |
| 3-9-2023                                                                | Fort Lauderdale                                                         | Guatemala                                                               | 0 – 0                                                                   | Honduras                                                                | Amichevole                                                              | -                                                                       | 60’                                                                     |
| 17-11-2023                                                              | Tegucigalpa                                                             | Honduras                                                                | 2 – 0                                                                   | Messico                                                                 | CONCACAF Nations League 2023-2024 - Quarti di finale                    | -                                                                       | 89’                                                                     |
| 17-1-2024                                                               | Fort Lauderdale                                                         | Honduras                                                                | 0 – 2                                                                   | Islanda                                                                 | Amichevole                                                              | -                                                                       | 46’                                                                     |
| 26-3-2024                                                               | Houston                                                                 | El Salvador                                                             | 1 – 1                                                                   | Honduras                                                                | Amichevole                                                              | -                                                                       | 40’                                                                     |
| 10-10-2024                                                              | Remire-Montjoly                                                         | Guyana francese                                                         | 2 – 3                                                                   | Honduras                                                                | CONCACAF Nations League 2024-2025 - 1º turno                            | -                                                                       | 63’                                                                     |
| 14-10-2024                                                              | Kingston                                                                | Giamaica                                                                | 0 – 0                                                                   | Honduras                                                                | CONCACAF Nations League 2024-2025 - 1º turno                            | -                                                                       | 85’                                                                     |
| 19-11-2024                                                              | Toluca                                                                  | Messico                                                                 | 4 – 0                                                                   | Honduras                                                                | CONCACAF Nations League 2024-2025 - Quarti di finale                    | -                                                                       | 77’                                                                     |
| 16-3-2025                                                               | Fort Lauderdale                                                         | Guatemala                                                               | 2 – 1                                                                   | Honduras                                                                | Amichevole                                                              | -                                                                       | 68’                                                                     |
| 21-3-2025                                                               | Devonshire                                                              | Bermuda                                                                 | 3 – 5                                                                   | Honduras                                                                | Qual. Gold Cup 2025                                                     | 1                                                                       | 90+1’                                                                   |
| 25-3-2025                                                               | Tegucigalpa                                                             | Honduras                                                                | 2 – 0                                                                   | Bermuda                                                                 | Qual. Gold Cup 2025                                                     | -                                                                       | 75’                                                                     |
| Totale                                                                  |                                                                         | Presenze                                                                | 18                                                                      |                                                                         | Reti                                                                    | 3                                                                       |                                                                         |

## Palmarès

### Club

#### Competizioni nazionali
- Campionato honduregno: 3

Olimpia: Apertura 2020-2021, Clausura 2020-2021, Apertura 2021-2022

#### Competizioni internazionali
- CONCACAF League: 1

Olimpia: 2022